# Електромагніт

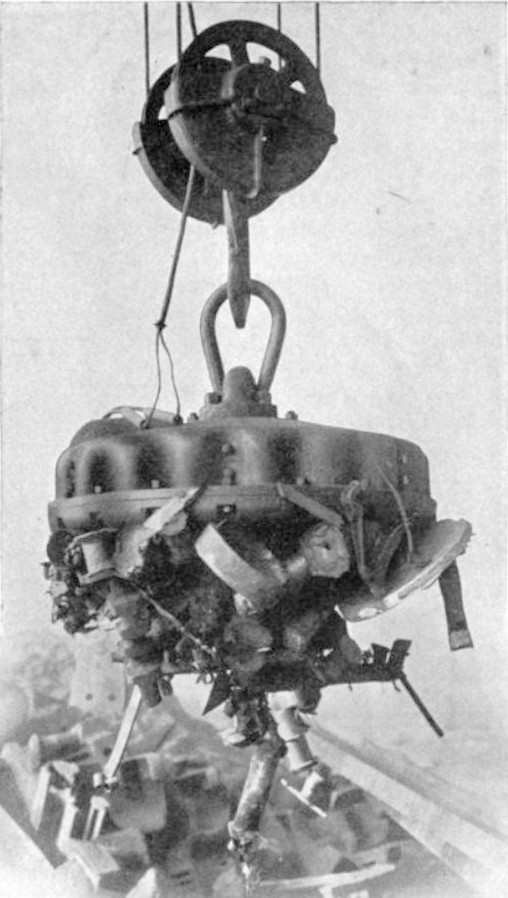
Фото промислового електромагніту приблизно 1914 року, що піднімає залізний брухт. На його вершині видно дроти, котрі живлять обвитку магніту.

Електромагні́т (англ. electromagnet) — пристрій, що створює магнітне поле за допомогою електричного струму. Зазвичай електромагніт складається з обвитки та феромагнітного осердя, яке набуває властивостей магніту під час проходження обвиткою струму. В електромагнітах, призначених, перш за все, для створення механічного зусилля також присутній якір (рухома частина магнітопроводу), що передає зусилля.
Обмотки електромагнітів виготовляють з ізольованого алюмінієвого або мідного дроту, хоча є і надпровідні електромагніти. Магнітопроводи виготовляють з магнітом'яких матеріалів — зазвичай з електротехнічної або якісної конструкційної сталі, литої сталі і чавуну, залізонікелевих і залізокобальтових сплавів. Для зниження втрат на вихрові струми, магнітопроводи виконують із набору листів (шихта).
Електромагніти застосовують для створення магнітних потоків в електричних машинах і апаратах, пристроях автоматики тощо. (генераторах, двигунах, реле, пускачах і т. д.).

### Нейтральні електромагніти постійного струму
У таких магнітах сила залежить тільки від величини струму в обвитці і не залежить від напряму струму.

### Поляризовані електромагніти постійного струму
У електромагнітах цього типу створюється 2 незалежних магнітних потоки: поляризаційний, який утворюється зазвичай полем постійного магніту, і робочий магнітний потік, який виникає під дією обмотки керування, сили намагнічування (МРС). Дія такого магніту залежить як від величини магнітного потоку, так і від напряму електричного струму в робочій обвитці. 

### Електромагніти змінного струму
У цих магнітах живлення обвитки здійснюється від джерела змінного струму, а магнітний потік періодично змінюється по величині і напрямку, внаслідок чого сила притягування пульсує від нуля до максимального значення з подвоєною частотою по відношенню до частоти струму живлення.

### Інші класифікації

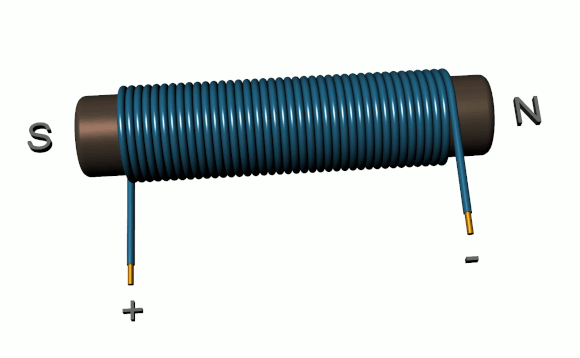
Простий електромагніт, що складається з ізольованого дроту, намотаного на залізне осердя. Коли електричний струм проходить через дріт, осердя стає магнітом з північним полюсом на одному кінці і південним полюсом на іншому.

Електромагніти розрізняють також за низкою інших ознак: за способом увімкнення обмоток — з паралельними і послідовними обвитками; за способом роботи — що працюють в тривалому, переривистому і короткочасному режимах; за швидкістю дії — швидкої та сповільненої дії, тощо.

## Найпростіший електромагніт
Найпростішим електромагнітом є провідник намотаний на циліндричну котушку — соленоїд. Набагато дужче магнітне поле можна створити, якщо в котушку встановити осердя з феромагнітного матеріалу. У цьому разі, магнітне поле котушки намагнічує осердя а те, натомість, створює додаткове магнітне поле.

## Пристрої, де використовуються електромагніти
Електромагніти застосовуються там, де необхідне магнітне поле, яке можна швидко і легко змінити, наприклад в електричному дзвінку навушниках, гучномовцях, телеграфії, електромашинах, релейній техніці, лічильниках електроенергії, електродвигунах. Електромагніти є в будь- якому автомобілі, телефоні, комп'ютері, телевізорі, літаку та теплоході.

## Дотичний термін
Електромагнітний,  — той, що належить до електромагнетизму, тобто одночасно до електрики й магнетизму. Той, який здійснюється або діє за допомогою електромагніту.